# Diogmites nigripennis
Diogmites nigripennis är en tvåvingeart som först beskrevs av Macquart 1847.  Diogmites nigripennis ingår i släktet Diogmites och familjen rovflugor. Inga underarter finns listade i Catalogue of Life.